# Casalnuovo Monterotaro
Casalnuovo Monterotaro – miejscowość i gmina we Włoszech, w regionie Apulia, w prowincji Foggia.
Według danych na rok 2004 gminę zamieszkiwało 1955 osób, 40,7 os./km².